# 扬州酱菜
扬州酱菜是中国最著名的酱菜之一，产于江苏省扬州市。腌制的著名酱菜品种有宝塔菜、乳黄瓜、什锦菜、嫩生姜、醬蘿蔔頭、辣油香菜心、酱莴苣等，特点是鲜、甜、脆、嫩，与北京酱菜口感不同；最著名的老字号酱菜生产店家是扬州三和、四美。

## 歷史
揚州醬菜早於一千多年前就已出現，相傳唐朝時鑒真和尚把醬菜制作方法传入日本；清代时，扬州酱菜被列为宫廷御膳小菜。1903年，获西湖博览会金质奖。1931年，获北平全国铁路沿线物品展览会一等奖。